# Matinera de Sumatra
La matinera de Sumatra (Pellorneum buettikoferi) és un ocell de la família dels pel·lorneids (Pellorneidae).

## Hàbitat i distribució
Habita boscos, matolls i bambú al nord-est de Sumatra i Belitung.